# 摔角狂熱
摔角狂熱，是世界摔角娛樂每年一度的世界摔角娛樂付費收看節目之一，是世界摔角娛樂一年中最重要的大賽，每年約3月4月間舉辦，與皇家大戰、夏日衝擊及強者生存並列為世界摔角娛樂最盛大的4場付費收看賽事。

## 摔角狂熱特色
摔角狂熱在美國摔角界中是比得上奧運如此盛況的賽事，而美國許多城市也爭相要成為摔角狂熱的主辦城市，據歷年的摔角狂熱觀眾人數約6~7萬人，再加上主賽摔角狂熱還沒登場，WWE就會在主場開始表演，屆時摔角狂熱整整所吸引到的人數就不單單只是6萬人，所以摔角狂熱能為主場的城市帶來相當大的觀光效益，摔角狂熱也能稱得上是摔角界的奧運。

## 摔角狂熱賽事

### 公事包大戰
在2005年到2010年的摔角狂熱中，以著名的公事包鐵梯賽（Money In The Bank Ladder Match）為特色，場上有著8至9位選手爭奪高掛空中的公事包，公事包中有著一份挑戰冠軍的合約，能讓贏得比賽的選手在未來的一年之內能夠不限時間、地點挑戰他想挑戰的冠軍腰帶。但公事包大戰已於2010年獨立成為一個世界摔角娛樂新的一個付費收看節目。

### 挑戰送葬者連勝紀錄

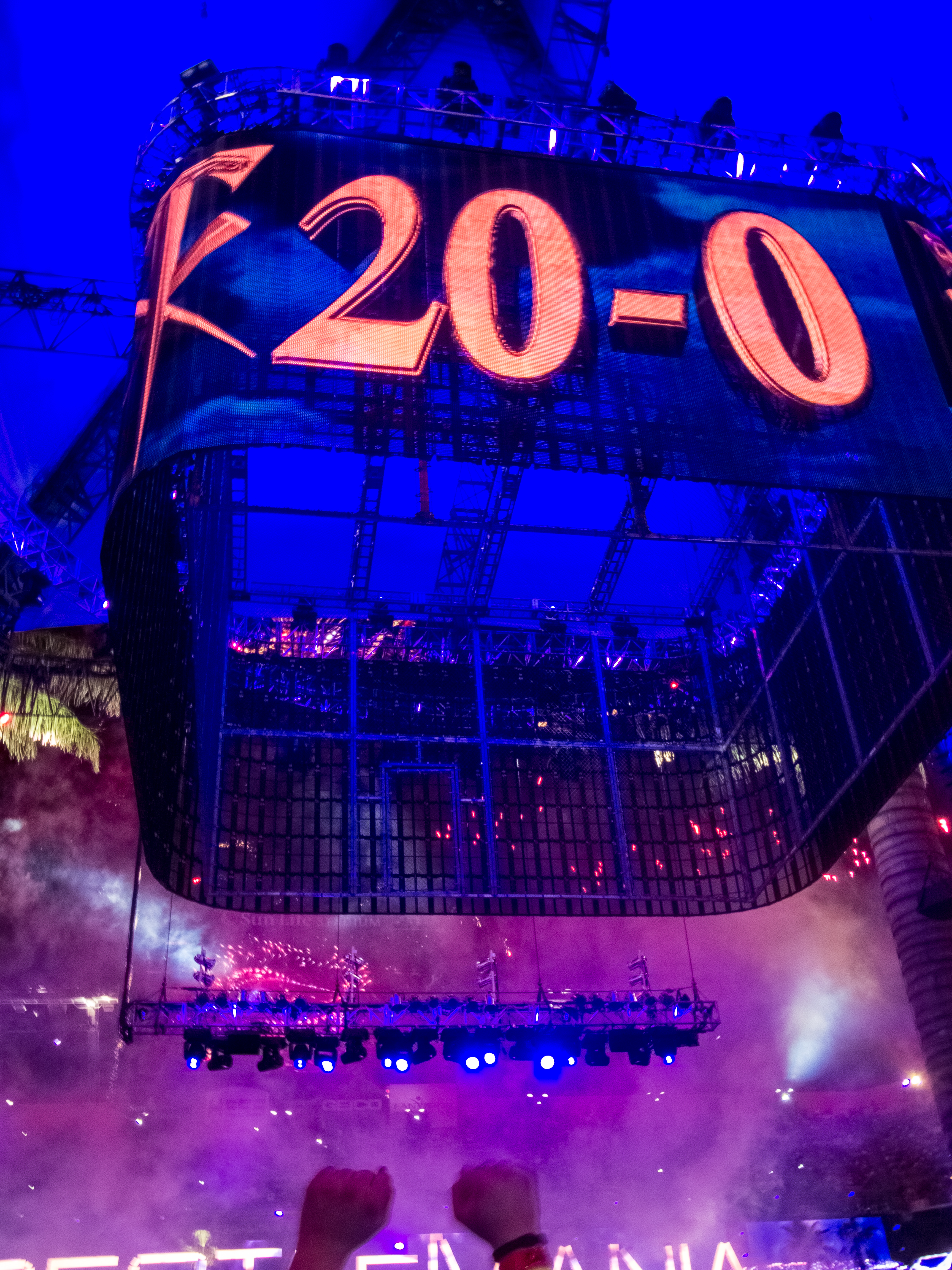
送葬者在摔角狂熱XXVIII上打敗Triple H後所出現的"20-0"，代表了送葬者已在摔角狂熱大賽上，達成了20比0的連勝紀錄

1991年至2013年中，送葬者以21勝0敗的紀錄在摔角狂熱中成為最大熱門，許多選手為成名而選擇與這多年許多傳奇人物都無法打倒的黑暗帝王較量。不過在2014年的摔角狂熱XXX，送葬者的連勝紀錄被布洛克·雷斯納給中止。

#### 歷年紀錄
- 1991年 摔角狂熱VII 打敗 吉米·史奴卡
- 1992年 摔角狂熱 VIII 打敗 傑克·羅勃茲
- 1993年 摔角狂熱IX 打敗 豪爾赫·岡薩雷斯
- 1995年 摔角狂熱XI 打敗 金鋼邦迪（英语：King Kong Bundy）
- 1996年 摔角狂熱 XII 打敗 凱文·奈許
- 1997年 摔角狂熱13 打敗 席德·尤迪
- 1998年 摔角狂熱XIV 打敗 肯恩
- 1999年 摔角狂熱XV 打敗 大老闆
- 2001年 摔角狂熱X-Seven 打敗 Triple H
- 2002年 摔角狂熱X8 打敗 瑞克·福萊爾
- 2003年 摔角狂熱XVIV 打敗 Big Show 及 A-Train
- 2004年 摔角狂熱XX 打敗 肯恩
- 2005年 摔角狂熱21 打敗 蘭迪·歐頓
- 2006年 摔角狂熱22 打敗 馬克·亨利
- 2007年 摔角狂熱23 打敗 巴帝斯塔
- 2008年 摔角狂熱XXIV 打敗 Edge
- 2009年 摔角狂熱XXV 打敗 尚恩·麥可
- 2010年 摔角狂熱XXVI 打敗 尚恩·麥可
- 2011年 摔角狂熱XXVII 打敗 Triple H
- 2012年 摔角狂熱XXVIII 打敗 Triple H
- 2013年 摔角狂熱29 打敗 CM Punk
- 2014年 摔角狂熱XXX 被布洛克·雷斯納打敗
- 2015年 摔角狂熱31 打敗 布雷·外耶特
- 2016年 摔角狂熱32 打敗 辛恩·麥馬漢
- 2017年 摔角狂熱33 被羅曼·瑞恩斯打败
- 2018年 摔角狂熱34 打敗  約翰·希南
- 2020年 摔角狂熱36 打敗  A·J·史泰爾斯

### 摔角狂熱皇后

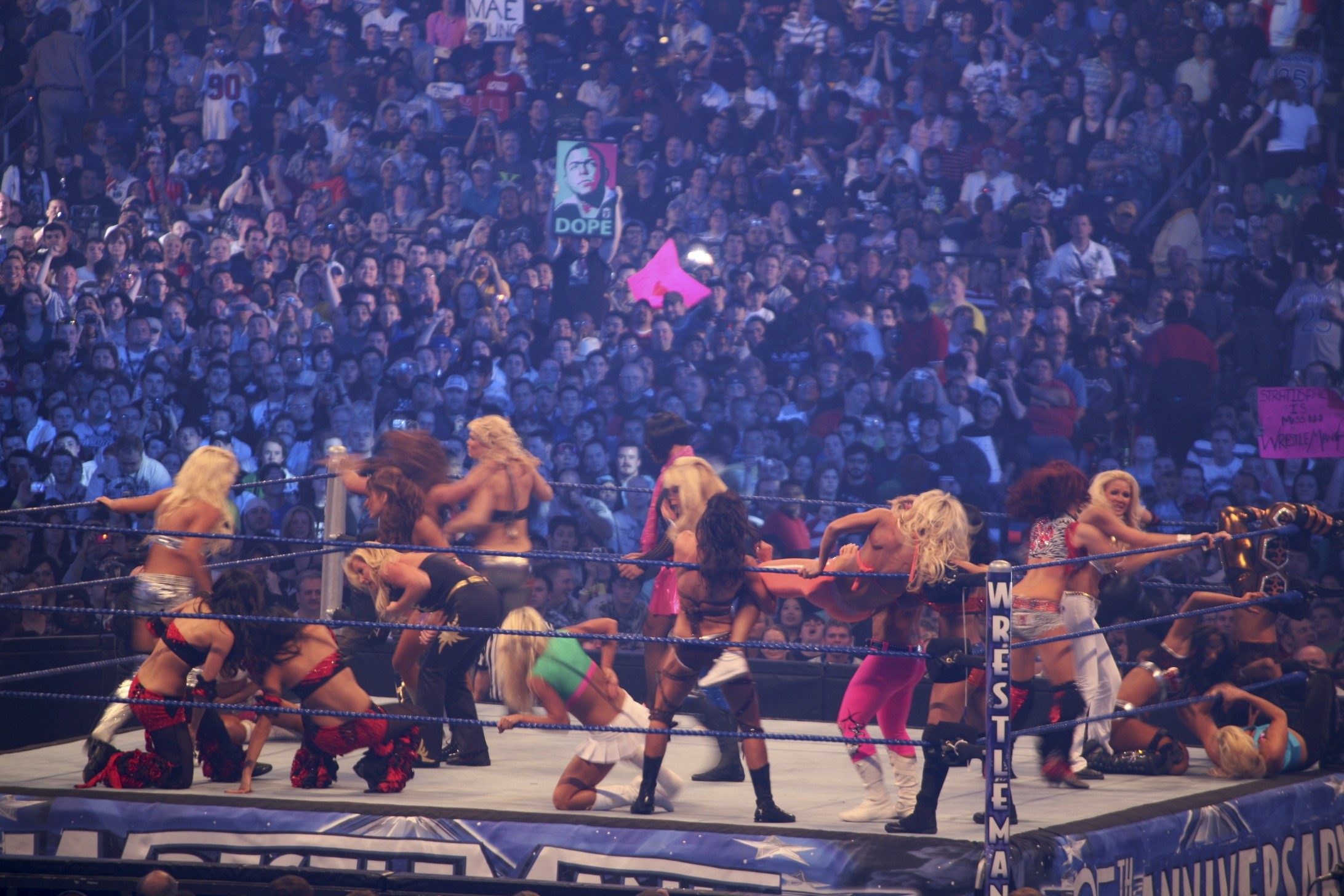
摔角狂熱皇后的比賽狀況

此比賽在2009那屆舉辦，場上聚集世界摔角娛樂所有的女子選手（Divas），以頂繩淘汰方式進行比賽，最後一個留在擂台上的女子選擇能得到摔角狂熱皇后皇冠加冕。

### 第一挑戰者
於皇家大戰中獲勝的選手，可以在摔角狂熱中選擇挑戰WWE冠軍或是挑戰環球冠軍，而行刑室鐵籠戰的獲勝者則可挑戰由皇家大戰獲勝者所選擇挑戰冠軍項目的另一項冠軍，而這也是摔角狂熱中眾所矚目的兩場比賽。到了2018年也引入了女子皇家大戰，獲勝者可以選擇挑戰WWE Raw女子冠軍或WWE SmackDown女子冠軍。

## 歷史

### 1980年代
1985年3月31日，世界摔角联盟在纽约麦迪逊广场花园举办了第一届摔角狂热大赛。当晚主战赛为一场双打组合赛，对战双方为霍克·霍肯（WWF世界重量级冠军）和T先生（由吉米·史奴卡陪同），以及羅迪·派珀和保罗·奥恩多夫（由小巴布·歐頓陪同）。结果当晚的活动获得票房口碑双丰收，让WWF一跃成为全美最成功的体育联盟，地位比肩同行的全國摔角聯盟和美國摔角協會。次年第二届赛事在全美三个场地举行，分别为纽约州尤寧戴爾的拿骚退伍军人纪念体育馆、芝加哥市郊的羅斯蒙特地平线体育场（现为好事达竞技场），以及洛杉矶的洛杉磯紀念體育競技場，每个场地分别举办几场比赛，之后是WWF世界重量级冠军霍克·霍肯与金刚邦迪的铁笼赛，这场比赛以霍肯获胜作结。
第三年的赛事创下了摔角狂热大赛的现场观众人数纪录，达93173人，是职业摔角史上现场最观众人数最多的售票赛事，后来也被广泛认为是1980年代职业摔角热潮的巅峰。为了确保举办比赛的龐蒂亞克銀蛋球場座无虚席，WWF特地不在球场所在的密歇根州推出按次付费电视，这意味着密歇根州的摔迷朋友必须亲临现场观赛。当晚的主战赛为WWF世界重量级冠军巨人安德烈与霍肯的冠军争夺战，以及蘭迪·沙瓦吉与瑞奇·斯廷博特的WWF洲际冠军争夺战，其中后者被誉为摔角狂热史上最精彩的比赛，也被许多人认为是当晚的“焦点所在”（包括文斯·麦克马洪）。
第四年的比赛移师新泽西州大西洋城濱海大道會議中心。然而在电视转播过程中，比赛地点改成了附近的特朗普广场赌场酒店，因为这家赌场酒店是赛事的主要赞助商。当年的比赛有一场争夺WWF世界重量级冠军的锦标赛，每个回合之间有四场额外的赛事。锦标赛次轮重演了上一届霍肯和巨人安德烈的比赛，而最终的冠军是由沙瓦吉击败泰德·迪比亞西获得。次年的比赛再次重回大西洋城举办，霍肯成功对沙瓦吉完成复仇，赢回世界重量级冠军；滨海大道会议中心成为了唯一一个连续两年举办摔角狂热的场地。

### 1990年代
踏入1990年代，摔角狂热首次移师美国境外举办，于加拿大多伦多的羅渣士中心举行。当晚的主战赛是WWF世界重量级冠军争夺战，由終極戰士战胜霍肯拿下。第二年，比赛重回美国举办，原定在露天的洛杉磯紀念體育場举行，后来因为门票销路欠佳改到室内的洛杉磯紀念體育競技場，并且只在付费电视直播，其中一大原因是因为当时爆发的海湾战争，以及殺戮警長的剧情映射了交战国伊拉克。当晚霍肯与卫冕世界重量级冠军杀戮警长展开交战，送葬者献上摔角狂热首秀，并击败吉米·史奴卡。也是从这一年开始，送葬者开启了摔角狂热大赛21连胜的不败神话，直至21年后的摔角狂热30才被布洛克·雷斯纳终结。次年的比赛在山地人巨蛋举行，兰迪·沙瓦吉在WWF世界重量级冠军争夺战中击败了瑞克·福萊爾，霍肯以DQ方式击败席德·尤迪。
第9届的摔角狂热是第一届露天举行的赛事，也是WWF世界重量级冠军唯一一次在同一个晚上两度易主。当晚横纲先是击败布雷特·哈特成为世界重量级冠军，再输给了霍肯。来到第10年，摔角狂热重返麦迪逊花园广场。当晚歐文·哈特击败了哥哥布雷特，史考特·霍爾在一场梯子赛中击败尚恩·麥可，拿下WWF洲际冠军。在主战赛上，布雷特从横纲手上赢回了早前失去的世界重量级冠军，布雷特因此成为了摔角狂热史上唯一一个冠军在同个晚上失而复得的选手。之后在第11年失去重量级冠军的麥可被凱文·奈許击败，次年在60分钟的铁人赛中击败布雷特·哈特，重夺冠军，这场比赛也获得广泛的赞誉。当晚阔别擂台已久的终极战士回归，击败了首次亮相摔跤狂热的亨特·赫斯特·赫尔姆斯利（此人就是后来的Triple H）。
第13届的比赛有布雷特·哈特和冷石·史蒂夫·奧斯汀的投降赛，以及送葬者对阵疯子席德的WWF世界重量级冠军头衔赛，其中哈特和冷石的比赛被许多摔迷认为是职业摔角史上最伟大的比赛，在IGN的摔角狂热20大比赛榜单中排名第一。1998年摔角狂热中，冷石击败肖恩·迈克尔斯，成为新科世界重量级冠军，当时拳王迈克·泰森是比赛的特邀裁判。泰森尽管在此前的剧情中与迈克尔斯的D-Generation X（堕落时代X）达成合作关系，在这场比赛中还是私底下给冷石的双肩压力读快秒，宣布冷石是冠军。当晚也是送葬者和肯恩第一次在摔角狂热大赛上交手，送葬者获得胜利。到了千禧年前最后一届摔角狂热，冷石击败巨石强森，重夺WWF冠军，后来两人还在摔角狂热有过两次交手，两人也被认为是WWF态度恶劣时代（The Attitude Era）最具人气的摔角手。

### 2000年代
千禧年的摔角狂热出现了史上第一场三重威胁梯子赛，三方选手分别为哈迪兄弟、达德利男孩和艾吉和克里斯蒂安。WWF冠军Triple H在对阵巨石強森、Big Show和米克·佛利的四强争霸大赛中成功捍卫冠军；由于麦克马洪家族的成员在比赛过程中站在擂台旁边（分别为伴随Triple H的史蒂芬妮·麥馬漢、伴随巨石的文斯·麥馬漢、伴随大秀哥的辛恩·麥馬漢和伴随米克·佛利的琳達·麥馬漢），故这场比赛又被誉为“麦克马洪在每个角落”的比赛。
来到第17年的比赛，冷石击败巨石，成功捍卫WWF冠军。当晚文斯和肖恩父子进行了一场街头大战，埃及和克里斯蒂安成功从对阵哈迪兄弟和达德利男孩的梯桌椅大赛中捍卫双打冠军。当年的赛事代表着1990年代职业摔角运动热潮的高潮，也是WWF收购竞争对手世界冠军摔角后的第一场摔角狂热，象征着周一晚收视大战结束。
第18年的比赛是WWF更名为WWE前的最后一届摔角狂热，Triple H击败克里斯·傑利可，成为毋庸置疑冠军。冷石、巨石和送葬者分别击败了过档到WCW的斯科特·霍尔、霍肯和福莱尔。首次亮相摔角狂热的羅伯·凡·達姆拿下WWE洲際冠軍。
第19年的摔角狂热出现了冷石的收官之战，冷石第三次在摔角狂热与巨石交战，两人的恩怨因这场比赛终结。霍肯击败文斯，五年来第一次参加摔角狂热的肖恩击败克里斯·傑利可。
20周年的赛事循例回归麦迪逊花园广场举办。重回死神形象的送葬者与肯恩二度在摔角狂热交锋，艾迪·葛雷洛击败寇特·安格卫冕WWE冠军，克里斯·班瓦击败Triple H和肖恩·迈克尔斯拿下世界重量级冠军。由巨石和米克·佛利组成的石头与袜子连线与巴蒂斯塔、蘭迪·歐頓和瑞克·佛莱尔的进化三人组进行二队三强弱不等赛，是巨石此后七年的最后一场比赛。来自極限冠軍摔角的布洛克·莱斯纳与WWE的“战神”比爾·戈柏进行一场品牌际单打赛，由冷石担任裁判。当年WWE名人堂入选仪式再度成为摔角狂热前夜的例行节目。
合约公文包梯子赛于第21年登场，六名Raw品牌的选手进行一场梯子赛对决，争夺高悬于擂台上空的公文包。公文包内有一份合约，获胜者可以凭合约在下届摔角狂热大赛前的一年内随时随地挑战世界冠军头衔；最终艾吉获得比赛胜利。当晚的两场主战赛为WWE冠军和世界重量级冠军争夺战，前者由約翰·希南击败“JBL”約翰·萊菲爾德夺得，后者为巴帝斯塔击败Triple H拿下。艾迪·葛雷洛与神秘人雷尔进行了一场比赛，这是格雷罗在摔角狂热的最后一场比赛，之后他就因为突发心脏病猝死。经常长达一年的休整，冷石重新回归摔角狂热；安格与肖恩·迈克尔斯进行比赛，两人的对决获得非常高的评价。
合约公文梯子赛于次年再度登场，彼时WWE正在进行品牌扩张，比赛胜者可以随意选择一项世界冠军进行挑战，不管他们来自哪个品牌，最终羅伯·凡·達姆拿下比赛胜利。主战赛是神秘人雷尔与寇特·安格、蘭迪·歐頓的三重威胁赛，争夺世界重量级冠军，比赛最终由雷尔获胜。约翰·塞纳在对阵Triple H的比赛中捍卫WWE冠军。艾吉在极限规则赛中击败米克·佛利，期间艾吉用飞冲肩将佛利撞向台下一张着火的桌子，为人诟病。肖恩·迈克尔斯与老板文斯进行无限制赛，送葬者在棺材赛中击败馬克·亨利，米琪·詹姆斯击败崔西·斯特拉图斯拿下WWE女子冠军。
到了第23年，合约阶梯赛的比赛选手增至八名，范围涵盖重启的ECW品牌，最终冠军也由该品牌的甘迺迪先生拿下。约翰·塞纳击败肖恩·迈克尔斯，成功卫冕WWE冠军，送葬者从巴帝斯塔手中赢得 世界重量级冠军。唐纳德·特朗普与文斯进行一场“亿万富翁大战”，最终代表特朗普出战的ECW世界冠军鮑比·萊士利击败了代表文斯的Umaga，文斯当场被特朗普剃光头；比赛由冷石担任裁判。当晚也出现了摔角狂热史上的最后一场WWE女子冠军争夺战，梅丽娜在女伐木工赛中击败了阿什莉·马萨罗，卫冕冠军。
第24届上演了肖恩·迈尔克斯与瑞克·佛莱尔的退役赛，CM朋克拿下合约阶梯赛冠军（次年继续夺冠）。当晚出现了摔角狂热史上唯一一场ECW世界重量級冠軍头衔赛，肯恩以破天荒的8秒纪录成为新科ECW冠军。蘭迪·歐頓在三重威胁赛中击败约翰·塞纳和Triple H，卫冕WWE冠军。送葬者击败艾吉，连续第二年拿下世界重量级冠军。除此之外，媒体也将焦点落在了世界拳王弗洛伊德·梅威瑟与Big Show的比赛上，最终梅威瑟拿下比赛胜利。当年是摔角狂热第二次在露天场地举办。
25周年的比赛中，克里斯·傑利可在强弱不等淘汰赛中击败WWE名人堂成员羅迪·派珀、吉米·史奴卡和瑞奇·斯廷博特，瑞克·佛莱尔和演员米基·洛克也在比赛中出现。此外，肖恩·迈克尔斯终结送葬者连胜纪录未果，WWE洲際冠軍头衔赛自第18届以来再度登场，由神秘人雷尔击败JBL夺得。约翰·塞纳在对阵艾吉、Big Show的世界重量级冠军头衔赛中夺冠，Triple H击败蘭迪·歐頓拿下WWE冠军。

### 2010年代
第27届摔角狂热象征着尚恩·麥可职业生涯的终结，他与送葬者第二次在摔角狂热上交锋，结果输掉比赛。此外，約翰·希南拿下WWE冠军，克里斯·傑利可卫冕世界重量级冠军冠军。布雷特·哈特自蒙特利尔事件以来首次回归WWE，在一场无限制赛中击败了文斯·麦克马洪，哈特摔角世家的成员在擂台周围观战。合约阶梯赛有10名选手参加，他们来自Raw和SmackDown两大品牌（原ECW品牌已于同年2月撤销），最终由傑克·史威格赢得比赛。这是摔角狂热史上的最后一场合约阶梯赛，此后这项赛事独立为付费点播赛事《公事包大戰》。
第28届赛事中，巨石強森暌违七年回归WWE，成为赛事的特邀嘉宾主持人。崔西·斯特拉图斯参加了5年来首届摔角狂热，搭档約翰·莫里森和真人秀《澤西海岸》的选手史努琪，击败了LayCool和多夫·錫格勒。长期搭档解说比赛的麥可·柯爾和傑利·勞勒也有一场个人恩怨赛，由冷石·史蒂夫·奧斯汀担任裁判。Triple H为在去年输给送葬者的好友尚恩·麥可复仇，未能成功。这一届赛事是摔角狂热史上第一次有世界重量级冠军和WWE冠军持有者成功卫冕，其中世界重量级冠军艾吉击败了阿爾貝托·德·里奧，是他4月11日宣告退役前的最后一场比赛。在活动的最后，巨石强森分别向塞纳和米兹祭出必杀技谷底碎摔，当时米兹才成功捍卫WWE冠军。这个小插曲也为第二天摔角狂热的主战赛埋下了伏笔。
第29届有三场主战赛。第一场主战赛为送葬者和Triple H的地狱牢笼赛，由尚恩·麥可担任裁判，最终送葬者以双肩压力三秒取胜，将连胜纪录扩大到20比0。第二场主战赛为CM朋克的WWE冠军头衔赛，对阵克里斯·杰里科，最终朋克以屈服计捍卫冠军。第三场主战赛为一年多前就已经宣布的“一生仅此一次”（Once in a Lifetime）比赛，由巨石强森击败了塞纳。
2013年的第29届比赛有80,676人现场观赛，创下了摔角狂热观众人数第三高的纪录。当晚也有三场主战赛。第一场是送葬者击败CM朋克，连胜纪录再增加到21比0。在尚恩·麥可的帮助下，Triple H在无限制赛中战胜了布洛克·雷斯納；按照先前的条件，如果Triple H输掉比赛，将从此退役。最后一场比赛中，约翰·塞纳与巨石强森进行WWE冠军头衔赛，成功完成复仇，并将个人的WWE冠军次数增加到11次，成为摔角狂热史上赢得世界冠军次数最多的挑战者（四次）。此外，阿爾貝托·德·里奧成功战胜傑克·史威格，捍卫WWE世界重量级冠军，梵旦哥击败了克里斯·傑利可。而在开场的比赛中，由喬恩·莫克斯雷、賽特·羅林斯和羅曼·瑞恩斯组成的神盾軍击败了Big Show、席莫斯和蘭迪·歐頓。
2014年4月6日的第三十届摔角狂热大赛在美国路易斯安那州新奥尔良梅赛德斯奔驰超级巨蛋举行，是第一届在路易斯安那州举行的摔角狂热。开场的比赛中，丹尼爾·布萊恩击败了Triple H。按照先前的规定，布莱恩可以凭借这场比赛参加挑战WWE世界重量级冠军的主战赛，使得这场比赛成为三重威胁赛。最终丹尼尔在这场比赛中击败了巴帝斯塔和蘭迪·歐頓，成功拿下冠军头衔。这一届也出现了摔角狂热是上唯一一场WWE麗人冠軍头衔赛，AJ·李在这场“薇琪·葛雷洛丽人冠军邀请赛”中成功捍卫冠军。这一年最大的黑马莫过于布洛克·莱斯纳与送葬者比赛，这场比赛彻底终结了送葬者维持了21年的连胜纪录，被认为是“体育娱乐史上最令人震惊的赛果”。同样地，布雷·外耶特自出道以来的不败纪录也被约翰·塞纳终结。另外，神盾军团在一场三人组合赛中击败了肯恩与新世代逃犯（洛德·道格和比利·剛恩），希薩羅将Big Show抱摔到场外赢得首届巨人安德烈纪念上绳挑战赛，情况类似于安德烈在第三届摔角狂热上被霍克抱摔。
第三十一届摔角狂热大赛于2015年3月29日在加利福尼亚州圣克拉拉举行。布洛克·莱斯纳在主战赛中捍卫WE世界重量级冠军，挑战皇家大战优胜者羅曼·瑞恩斯。结果賽特·羅林斯现场兑现合约公文包，把比赛转变成三重威胁赛，并成功压制瑞恩斯拿下冠军。传奇摔角手史汀进行了个人在WWE的首场比赛，结果输给Triple H。送葬者击败布雷·外耶特，拿下摔角狂热22胜。兰迪·奥尔顿击败罗林斯，美國冠軍魯塞夫被塞纳击败，连胜纪录就此终结。另一场焦点之战是WWE洲际冠军7人梯子赛，由丹尼尔·布莱恩夺得。另外，AJ·李搭档佩姬击败貝拉雙嬌，Big Show淘汰戴密恩·山鐸，赢得第二届巨人安德烈纪念上绳挑战赛。
第32届摔角狂热于2016年4月3日在德克萨斯州阿灵顿举行，由巨石强森主持，并以101,763名观众打破摔角狂热的纪录。在主战赛中，罗曼·瑞恩斯击败Triple H，拿下WWE世界重量级冠军。送葬者在地狱牢笼赛中击败辛恩·麥馬漢；按照之前的约定，如果肖恩赢得比赛，就会获得Raw品牌的控制权，同时送葬者之后不能再参加摔角狂热。布洛克·莱斯纳在无限制街头大战中击败喬恩·莫克斯雷，夏洛特·福萊爾击败贝基·林奇和薩莎·班克斯，成为首任WWE女子冠军（现为Raw女子冠军）。克里斯·杰里科击败A·J·史泰爾斯，由国王巴雷特陪同的三国联盟（席莫斯、魯塞夫和阿爾貝托·德·里奧）在三人组合赛中击败了新一天（泽维尔·伍兹、科菲·京斯頓和Big E），塞克·萊德赢得争夺洲际冠军的七人梯子赛，巨石以破天荒的6秒击败埃爾伊克·洛望。当年的巨人安德烈纪念上绳挑战赛由科尔宾男爵淘汰肯恩。
第33届摔角狂热于2017年4月2日在佛罗里达州奥兰多露營世界體育場举行，是第29届摔角狂热以来首次有两场悬置冠军头衔赛：首次亮相摔角狂热的WWE環球冠軍（分属Raw品牌）和[[WWE冠军（分属SmackDown品牌）。主战赛是羅曼·瑞恩斯与送葬者的无限制赛，送葬者第二次在摔角狂热大赛败下阵。此外，布洛克·雷斯納击败战神高柏，拿下环球冠军，蘭迪·歐頓击败布雷·外耶特，拿下职业生涯第九个WWE冠军。魔力劳力淘汰金德·马哈尔，赢得第四届巨人安德烈纪念赛。哈迪兄弟在当年惊喜回归，拿下Raw双打冠军。
第34届摔角狂热回归新奥尔良梅赛德斯奔驰超级巨蛋举行。布洛克·雷斯納击败羅曼·瑞恩斯，捍卫WWE环球冠军。A·J·史泰爾斯击败中邑真輔，成功捍卫WWE冠军。另一场焦点之战中，寇特·安格与龙达·鲁西在男女混合双打赛中击败Triple H和史蒂芬妮·麥馬漢夫妇，这是隆达·罗西在WWE的首场比赛。丹尼爾·布萊恩三年来首次回归擂台，搭档辛恩·麥馬漢击败凯文·欧文斯和萨米·赞恩。另外，送葬者在即兴比赛中击败約翰·希南。夏洛特·福萊爾与明日华进行SmackDown女子冠軍头衔赛，最终战胜明日华，终结了明日华两年来的不败纪录。一位10岁的西奥摔迷与布勞恩·史卓曼共同战胜塞萨罗和希莫斯，拿下Raw双打冠军，成为最年轻的WWE冠军得主。SmackDown双打冠军首次亮相摔角狂热，大棒兄弟击败烏索兄弟和新一天，拿下冠军头衔。麥特·哈迪淘汰科尔宾男爵，拿下第五届巨人安德烈纪念赛的冠军。同年还举行了第一届摔角狂热女子上绳挑战赛娜奥米击败贝莉，赢得冠军。
第35届的摔角狂热于2019年4月7日在新泽西州东卢瑟福大都會人壽體育場举行。科菲·京斯頓击败丹尼爾·布萊恩，成为首位非洲裔WWE冠军，賽特·羅林斯击败布洛克·雷斯納，赢得WWE环球冠军。寇特·安格和巴帝斯塔当年进行了退役赛。当年的主战赛为摔角狂热史上首场女子组比赛，Raw女子冠軍龙达·鲁西、SmackDown女子冠軍夏洛特·福萊爾与贝基·林奇进行了一场赢家通吃三重威胁赛，最终林奇将两项冠军收入囊中。

### 2020年代
在COVID-19疫情的影响之下，原定于2020年4月5日在佛罗里达州坦帕雷蒙詹姆斯體育場举行的第36届摔角狂热改在WWE表演中心举行，于3月25日和26日提前录制，4月4日和5日播出，是WWE第一场无现场观众的付费赛事。也是从这一届开始，摔角狂热分为两晚举行。在第一晚的比赛中，送葬者与A·J·史泰爾斯进行一场电影级别的墓地赛，是一场未在表演中心录制的比赛，也是送葬者职业生涯的最后一战。布勞恩·史卓曼击败比爾·戈柏，赢得环球冠军，贝琪·林奇成功从NXT品牌的山娜·贝斯勒的手中捍卫Raw女子冠军。在第二晚的比赛中，祖魯·麥金泰爾击败布洛克·雷斯纳，赢得WWE冠军。节目录制结束后，麦金泰尔又和Big Show进行了一场无转播比赛，被WWE称为“摔角狂热隐藏主战赛”。这场比赛于4月6日的《Raw》中播出。当晚布雷·外耶特和约翰·塞纳进行了一场萤火虫乐园比赛，同样不在WWE表演中心录制，也是一场电影级别比赛，由外耶特获得胜利。夏洛特·福莱尔击败莉亚·莱普利，赢得NXT女子冠军，是摔角狂热史上第一场NXT冠军赛。当晚，艾吉自2011年来首次回归WWE，在最后站立者赛中击败兰迪·奥尔顿。
第37届摔角狂热大赛于去年原定比赛场地雷蒙詹姆斯體育場举行，是疫情以来首场现场售票的WWE赛事，但每晚观众只限2.5万人。在第一晚的比赛中比扬卡·贝莱尔击败薩莎·班克斯，赢得SmackDown女子冠军，这是WWE摔角狂热史上首场有两位非裔美国女性参加的比赛。鲍比·莱斯纳以技术性屈服计击败祖鲁·麦金太尔，成功捍卫WWE冠军。特邀嘉宾壞痞兔搭档牧师达米安，击败米兹和约翰·莫里森。第二晚赛事上，罗恩·瑞恩斯在三重威胁赛中击败艾吉和丹尼尔·布莱恩，捍卫环球冠军。

摔角狂熱官方標誌

摔角狂熱官方標誌

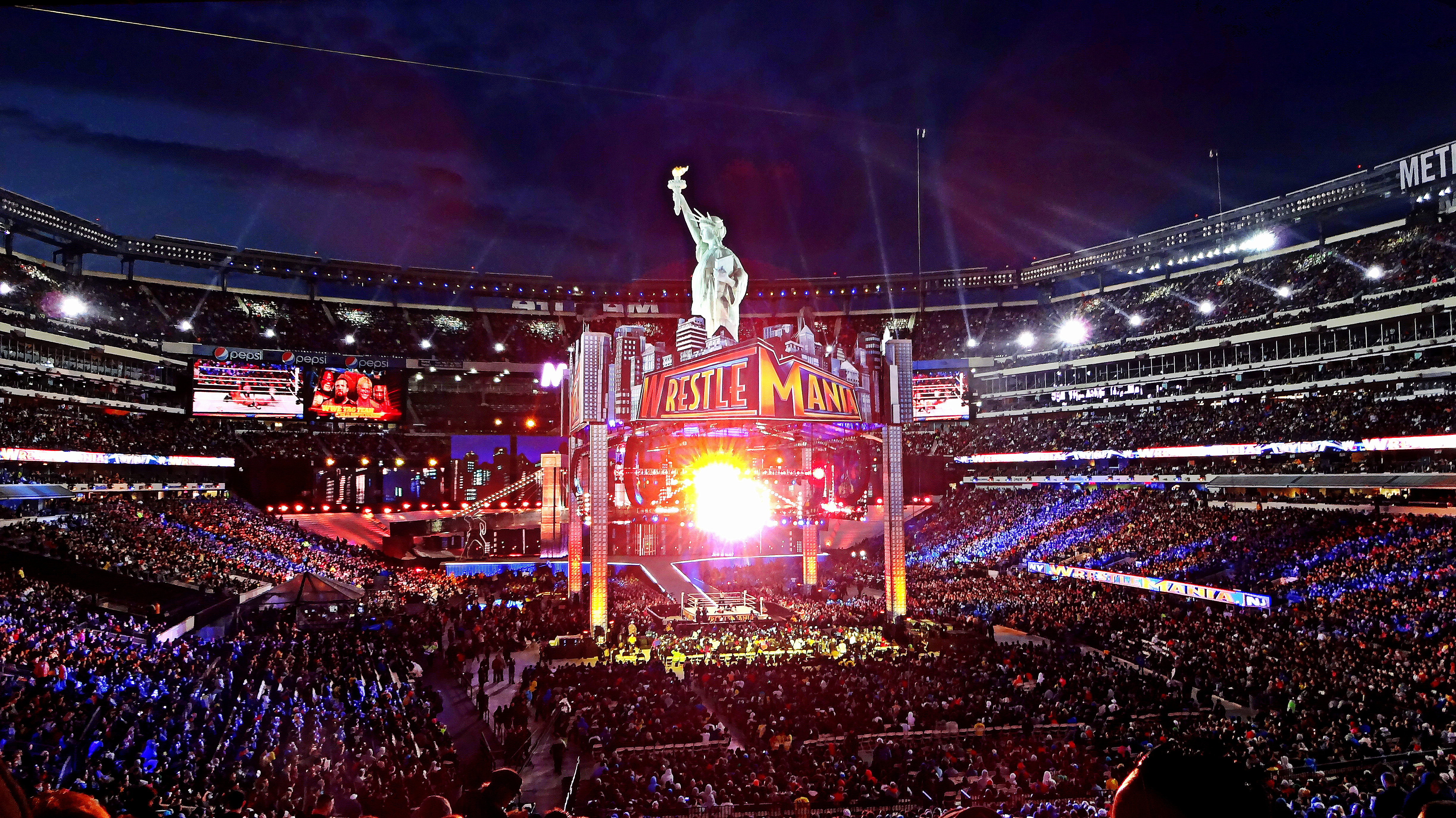
2013年4月7日在大都會人壽體育場舉行的摔角狂熱29共有80,676名摔角迷到場，是職業摔角界史上最賣座的付費收看節目。

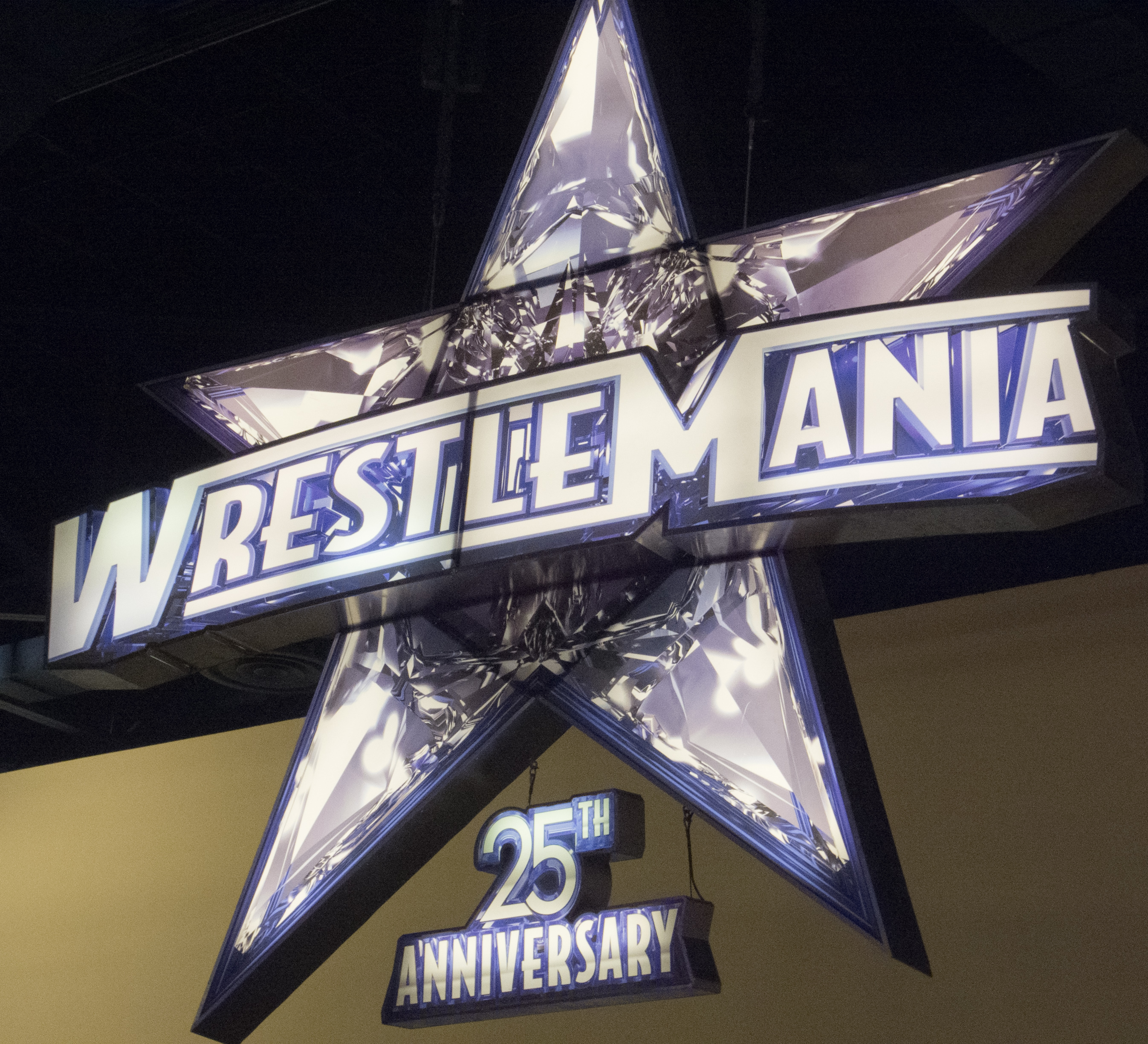
摔角狂熱XXV

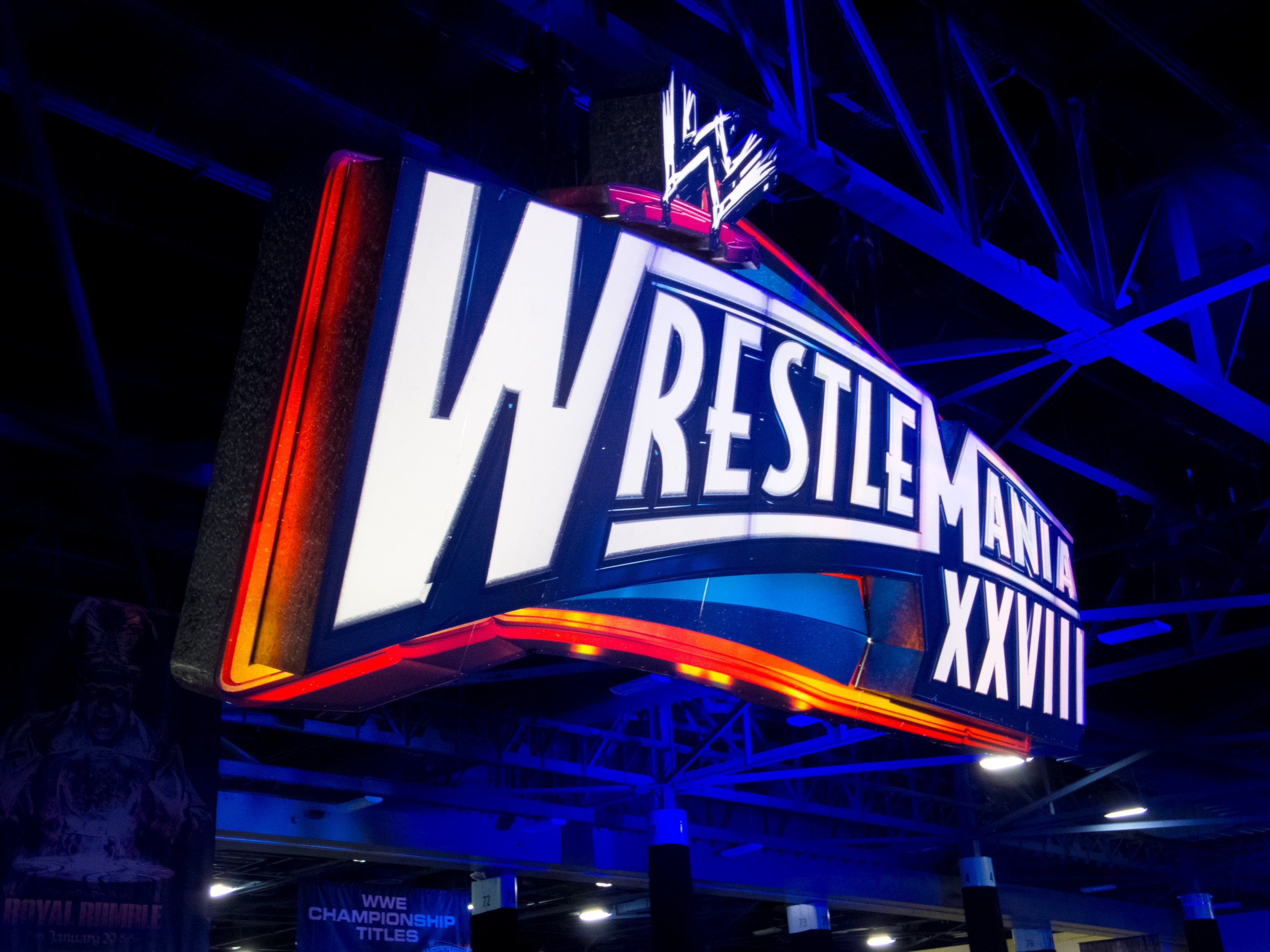
摔角狂熱XXVIII

摔角狂熱38于2022年4月2日至3日在阿灵顿AT&T體育場举行。随着COVID-19防疫措施完全解除，本届现场观众人数不再受限。从这一年开始，摔角狂热周末（WrestleMania Weekend）的模式正式确立，即摔角狂热前一晚举行现场直播的《WrestleMania SmackDown》，举行巨人安德烈纪念上绳挑战赛，之后举行WWE名人堂入选盛典，次日中午NXT品牌举行《Stand & Deliver》，摔角狂热次日举行《Raw After WrestleMania》；当年的三场赛事都是在達拉斯的FTX球館举行。在第一晚的摔角狂热大赛上，寇帝·羅茲以赛特·罗林斯“神秘对手”的身份回归，击败了罗林斯。当晚的主战赛是冷石的退休赛，他在比赛中击败了凱文·歐文斯。第二晚的主战赛中，罗曼·雷恩斯在赢家通吃冠军赛中击败布洛克·莱斯纳，将WWE冠军和环球冠军收入囊中，成为第一位同时持有这两个冠军的摔角手。
摔角狂熱39于2023年4月1日至2日在加利福尼亚州英格爾伍德SoFi體育場举行，该场地原本要举行摔角狂热37，但因新冠疫情推迟。本届继续沿用“摔角狂热周末”模式，摔角狂热前一晚举行《WrestleMania SmackDown》，期间将举行巨人安德烈纪念上绳挑战赛，节目过后举行WWE名人堂入选盛典。次日中午，NXT品牌的《Stand & Deliver》赛事在洛杉矶加密货币网体育馆举行，之后4月3日的摔角狂热版《Raw》也在这里举行。在摔角狂热第一晚的主战赛上，凯文·欧文斯与萨米·泽恩联手击败乌索兄弟，拿下WWE毋庸置疑双打冠军；这是摔角狂热史上第一次以双打冠军头衔赛作为主战赛，也是自摔角狂热1以来第二场双打主战赛。而到了第二晚的主战赛，罗曼·雷恩斯在表弟索洛·西科亚的干预下战胜科迪·罗兹，顺利卫冕冠军。
摔角狂熱XL于2024年4月6日至7日在宾夕法尼亚州费城林肯金融球场举行。和上一届一样，本届继续沿用“摔角狂热周末”模式，摔角狂热前一晚举行《WrestleMania SmackDown》，期间将举行巨人安德烈纪念上绳挑战赛，节目过后举行WWE名人堂入选盛典。次日中午，NXT品牌的《Stand & Deliver》赛事举行。上述三场活动和4月8日的摔角狂热版《Raw》都在费城的富国银行中心举行。第一晚的主战赛是巨石強森与羅曼·瑞恩斯组成的血亲家族对阵寇帝·羅茲和賽特·羅林斯，以决定第二晚主战赛的赛制。由于巨石和瑞恩斯拿下比赛胜利，次日的WWE环球冠军主战赛采用无限制赛制。到了次日的WWE环球冠军赛，科迪·罗兹击败罗曼·雷恩斯，成为新一任毋庸置疑WWE环球冠军，终结了雷恩斯长达1316天的统治。

## 列表
| 比賽            | 日期          | 城市                     | 場地                                               | 主战赛 |
| --------------- | ------------- | ------------------------ | -------------------------------------------------- | --- |
| 摔角狂熱I       | 1985年3月31日 | 紐約市                   | 麥迪遜花園廣場                                     | Hulk Hogan and Mr. T vs. Roddy Piper and Paul Orndorff                                                                                     |
| 摔角狂熱2       | 1986年4月7日  | 尤寧戴爾 羅斯蒙特 洛杉磯 | 拿騷退伍軍人紀念體育館 好事達球場 洛杉磯紀念體育館 | Mr. T vs. Roddy Piper in a Boxing match Hulk Hogan (c) vs. King Kong Bundy in a Steel Cage match for the WWF Championship                  |
| 摔角狂熱III     | 1987年3月29日 | 龐蒂亞克                 | 龐蒂亞克銀蛋球場                                   | Randy Savage (c) vs. Ricky Steamboat for the WWF Intercontinental Championship Hulk Hogan (c) vs. André The Giant for the WWF Championship |
| 摔角狂熱IV      | 1988年3月27日 | 大西洋城                 | 歷史大西洋城會議中心                               | Randy Savage vs. Ted DiBiase in a tournament final for the vacant WWF Championship                                                         |
| 摔角狂熱V       | 1989年4月2日  | 大西洋城                 | 歷史大西洋城會議中心                               | Randy Savage (c) vs. Hulk Hogan for the WWF Championship                                                                                   |
| 摔角狂熱VI      | 1990年4月1日  | 多倫多                   | 羅渣士中心                                         | Hulk Hogan vs. The Ultimate Warrior for the WWF and Intercontinental Championships                                                         |
| 摔角狂熱VII     | 1991年3月24日 | 洛杉磯                   | 洛杉磯紀念體育館                                   | Sgt. Slaughter (c) vs. Hulk Hogan for the WWF Championship                                                                                 |
| 摔角狂熱VIII    | 1992年4月5日  | 印第安納波利斯           | 印第安納會議中心圓頂                               | Hulk Hogan vs. Sid Justice}} |
| 摔角狂熱IX      | 1993年4月4日  | 天堂市                   | 凱撒宮                                             | Yokozuna (c) vs. Hulk Hogan for the WWF Championship                                                                                       |
| 摔角狂熱X       | 1994年3月20日 | 紐約市                   | 麥迪遜花園廣場                                     | Yokozuna (c) vs. Bret Hart for the WWF Championship                                                                                        |
| 摔角狂熱XI      | 1995年4月2日  | 哈特福                   | 哈特福德市中心                                     | Lawrence Taylor vs. Bam Bam Bigelow |
| 摔角狂熱XII     | 1996年3月31日 | 安那翰                   | 阿納海中心                                         | Bret Hart (c) vs. Shawn Michaels in a 60 Minute Iron Man match for the WWF Championship                                                    |
| 摔角狂熱13      | 1997年3月23日 | 羅斯蒙特                 | 好事達球場                                         | Sycho Sid (c) vs. The Undertaker in a No disqualification match for the WWF Championship                                                   |
| 摔角狂熱XIV     | 1998年3月29日 | 波士頓                   | 艦隊銀行中心                                       | Shawn Michaels (c) vs. Steve Austin for the WWF Championship                                                                               |
| 摔角狂熱XV      | 1999年3月28日 | 費城                     | 瓦喬維亞中心                                       | The Rock (c) vs. Steve Austin for the WWF Championship                                                                                     |
| 摔角狂熱2000    | 2000年4月2日  | 安那翰                   | 本田中心                                           | Triple H (c) vs. The Rock vs. Big Show vs. Mick Foley for the WWF Championship                                                             |
| 摔角狂熱X-Seven | 2001年4月1日  | 休士頓                   | 太空圓頂                                           | The Rock (c) vs. Steve Austin in a No Disqualification match for the WWF Championship                                                      |
| 摔角狂熱X8      | 2002年3月17日 | 多倫多                   | 羅渣士中心                                         | Chris Jericho (c) vs. Triple H for the Undisputed WWF Championship                                                                         |
| 摔角狂熱XIX     | 2003年3月30日 | 西雅圖                   | 塞費柯球場                                         | Kurt Angle (c) vs. Brock Lesnar for the WWE Championship                                                                                   |
| 摔角狂熱XX      | 2004年3月14日 | 紐約市                   | 麥迪遜花園廣場                                     | Triple H (c) vs. Chris Benoit vs. Shawn Michaels for the World Heavyweight Championship                                                    |
| 摔角狂熱21      | 2005年4月3日  | 洛杉磯                   | 斯台普斯中心                                       | Triple H (c) vs. Batista for the World Heavyweight Championship                                                                            |
| 摔角狂熱22      | 2006年4月2日  | 羅斯蒙特                 | 好事達球場                                         | John Cena (c) vs. Triple H for the WWE Championship                                                                                        |
| 摔角狂熱23      | 2007年4月1日  | 底特律                   | 福特球場                                           | John Cena (c) vs. Shawn Michaels for the WWE Championship                                                                                  |
| 摔角狂熱XXIV    | 2008年3月30日 | 奧蘭多                   | 柑橘碗                                             | Edge (c) vs. The Undertaker for the World Heavyweight Championship                                                                         |
| 摔角狂熱XXV     | 2009年4月5日  | 休士頓                   | 瑞蘭特體育場                                       | Triple H (c) vs. Randy Orton for the WWE Championship                                                                                      |
| 摔角狂熱XXVI    | 2010年3月28日 | 格倫代爾                 | 鳳凰城大學體育場                                   | The Undertaker vs Shawn Michaels in a Streak vs Career Match                                                                               |
| 摔角狂熱XXVII   | 2011年4月3日  | 亞特蘭大                 | 喬治亞巨蛋                                         | The Miz (c) vs. John Cena for the WWE Championship                                                                                         |
| 摔角狂熱XXVIII  | 2012年4月1日  | 邁阿密花園               | 永明體育場                                         | The Rock vs. John Cena |
| 摔角狂熱29      | 2013年4月7日  | 東盧瑟福                 | 大都會人壽體育場                                   | The Rock (c) vs. John Cena for the WWE Championship                                                                                        |
| 摔角狂熱XXX     | 2014年4月6日  | 紐奧良                   | 路易斯安娜超級巨蛋                                 | Randy Orton (c) vs. Batista vs. Daniel Bryan for the WWE World Heavyweight Championship                                                    |
| 摔角狂熱31      | 2015年3月29日 | 圣克拉拉                 | 李维斯体育场                                       | Brock Lesnar (c) vs. Roman Reigns vs. Seth Rollins for the WWE World Heavyweight Championship                                              |
| 摔角狂熱32      | 2016年4月3日  | 阿灵顿                   | 舊名為牛仔體育場                                   | Triple H (c) vs. Roman Reigns for the WWE World Heavyweight Championship                                                                   |
| 摔角狂熱33      | 2017年4月2日  | 奥兰多                   | 露營世界體育場                                     | The Undertaker vs. Roman Reigns |
| 摔角狂熱34      | 2018年4月8日  | 紐奧良                   | 路易斯安娜超級巨蛋                                 | Brock Lesnar (c) vs. Roman Reigns for the WWE Universal Championship                                                                       |
| 摔角狂熱35      | 2019年4月7日  | 東盧瑟福                 | 大都會人壽體育場                                   | 龍達·魯西（Raw）vs.夏洛特·福萊爾（SmackDown）vs.貝基·林奇WWE Raw 女子冠軍及SmackDown女子冠軍三方威脅賽贏家拿走所有冠軍腰帶                 |
| 摔角狂熱36      | 2020年4月4日  | 奧蘭多                   | WWE表演中心                                        | 墳場賽送葬者 vs. A·J·史泰爾斯 |
| 摔角狂熱36      | 2020年4月5日  | 奧蘭多                   | WWE表演中心                                        | WWE冠軍賽布洛克·雷斯納 (c) vs. 祖魯·麥金泰爾                                                                                               |
| 摔角狂熱37      | 2021年4月10日 | 坦帕                     | 雷蒙詹姆斯體育場                                   | SmackDown女子冠軍賽薩莎·班克斯 (c) vs. 比扬卡·贝莱尔                                                                                       |
| 摔角狂熱37      | 2021年4月11日 | 坦帕                     | 雷蒙詹姆斯體育場                                   | WWE環球冠軍三重威胁赛羅曼·瑞恩斯 (c) vs. 埃吉 vs. 丹尼爾·布萊恩                                                                            |
| 摔角狂熱38      | 2022年4月2日  | 阿灵顿                   | 舊名為牛仔體育場                                   | 无限制赛凱文·歐文斯 vs. 冷石·史蒂夫·奧斯汀                                                                                                 |
| 摔角狂熱38      | 2022年4月3日  | 阿灵顿                   | 舊名為牛仔體育場                                   | 赢家通吃赛布洛克·雷斯納 (WWE冠軍) vs. 羅曼·瑞恩斯 (WWE環球冠軍)                                                                            |
| 摔角狂熱39      | 2023年4月1日  | 英格爾伍德               | SoFi體育場                                         | 毋庸置疑WWE双打冠军赛烏索兄弟 (c) vs. 凯文·欧文斯和萨米·赞恩                                                                               |
| 摔角狂熱39      | 2023年4月2日  | 英格爾伍德               | SoFi體育場                                         | 羅曼·瑞恩斯 (無庸置疑WWE環球冠軍) vs. 寇帝·羅茲                                                                                            |
| 摔角狂熱XL      | 2024年4月6日  | 费城                     | 林肯金融球场                                       | 血親家族 (巨石 和 羅曼·瑞恩斯) vs. 寇帝·羅茲 和 賽特·“瘋癲”·羅林斯                                                                         |
| 摔角狂熱XL      | 2024年4月7日  | 费城                     | 林肯金融球场                                       | 羅曼·瑞恩斯 (無可爭議WWE環球冠軍) vs. 寇帝·羅茲                                                                                            |
| 摔角狂熱41      | 2025年4月19日 | 拉斯维加斯               | 忠实体育场                                         | 三重威胁赛 羅曼·瑞恩斯 vs. CM Punk vs. 賽特·羅林斯                                                                                         |
| 摔角狂熱41      | 2025年4月20日 | 拉斯维加斯               | 忠实体育场                                         | 寇帝·羅茲 (無可爭議WWE冠軍) (c) vs. 約翰·希南                                                                                              |

## 外部連結
- 摔角狂熱官方網站 （页面存档备份，存于）（英文）
- 摔角狂熱(WWE WrestleMania)官方facebook粉絲專頁 （页面存档备份，存于）（英文）
- WWE官方YouTube頻道 （页面存档备份，存于）（英文）